# 西横堀川
西横堀川（にしよこぼりがわ）は、かつて大阪府大阪市を流れていた運河。

## 地理
土佐堀川の錦橋上流側より分流し、南に向かって流れて道頓堀川に注いでいた。長さは約2.5km。中央区と西区の境界で、埋立後の跡地は阪神高速1号環状線（北行き）の高架と大阪市西横堀駐車場に利用されている。現在は上流の土佐堀川との分流部から道頓堀川の北側の金屋橋の少し北側の地点までの間が埋め立てられ、ここから道頓堀川との合流部までの最下流部だけが残存している。

## 歴史
江戸期の大坂市街において、西横堀川の東岸は材木の集積地として賑わい、西横堀二十四浜と呼ばれた。開削者は大坂北組惣年寄を務めた材木商の永瀬七郎右衛門で、当初は七郎右衛門堀川とも呼ばれた。西国橋 - 京町橋間には七郎右衛門町の町名が1872年（明治5年）まで存在した。
- 1600年（慶長5年） 開削。信濃橋下流側より西へ阿波堀川開削。
- 1617年（元和3年） 筋違橋上流側より西へ江戸堀川、京町橋下流側より西へ京町堀川開削。
- 1625年（寛永2年） 長堀川開削により四ツ橋において直交。
- 1626年（寛永3年） 助右衛門橋上流側より西へ立売堀川開削。
- 1698年（元禄11年） 木綿橋上流側より西へ堀江川開削。
- 1962年（昭和37年） 埋立。

## 架かっていた橋
上流から
- 西国橋 - 土佐堀通
- 船町橋
- 尼ヶ崎橋 - 土佐堀出路の影響により道路寸断
- 筋違橋
- 呉服橋
- 京町橋
- 新天満橋
- 相生橋
- 敷津橋 - 道路寸断
- 信濃橋 - 本町通
- 江達橋 - 中央大通（東行き）
- 篠橋 - 中央大通（西行き）
- 新渡辺橋 - 信濃橋出路の影響により車道寸断（歩行者は通行可能）
- 助右衛門橋
- 新町橋
- 上繋橋 - 長堀通
- 下繋橋
- 御池橋
- 清水橋
- 木綿橋

## 現存する橋

### 金屋橋
金屋橋（かなやばし）は大阪府大阪市中央区・西区にある橋梁である。西横堀川最下流の橋であり、現存する唯一の橋である。現在の橋は、1929年に完成したもので、橋長:29.7m、幅員:7.68mの桁橋である。頭上を阪神高速道路1号環状線が通る。橋名は西道頓堀北岸の町名に由来する。町名に従い、別名釜屋橋とも呼ばれていた。
北緯34度40分10秒 東経135度29分49秒 / 北緯34.669396度 東経135.496906度座標: 北緯34度40分10秒 東経135度29分49秒 / 北緯34.669396度 東経135.496906度